# ثیر دیوید
ثیر دیوید (انگلیسی: Thayer David؛ ۴ مارس ۱۹۲۷ – ۱۷ ژوئیهٔ ۱۹۷۸) هنرپیشه اهل ایالات متحده آمریکا بود.

## گزیده فیلمشناسی
از فیلم‌ها یا برنامه‌های تلویزیونی که وی در آن نقش داشته‌است می‌توان به آثار زیر اشاره کرد.
- زمانی برای عشق ورزیدن و زمانی برای مردن (۱۹۵۸)
- سفر به مرکز زمین (فیلم ۱۹۵۹) (۱۹۵۹)
- بزرگ‌مرد کوچک (فیلم ۱۹۷۰) (۱۹۷۰)
- استولی (۱۹۷۲)
- ببر را نجات بده (۱۹۷۳)
- تحریم آیگر (فیلم) (۱۹۷۵)
- کارآگاه خصوصی (فیلم) (۱۹۷۶)
- راکی (۱۹۷۶)
- دوشس و روباه درت واتر (۱۹۷۶)
- شوخی با دیک و جین (فیلم ۱۹۷۷) (۱۹۷۷)
- مرد عنکبوتی (فیلم ۱۹۷۷) (۱۹۷۷)